# لاک‌پشت باتلاقی سربزرگ پانتانال
لاک‌پشت باتلاقی سربزرگ پانتانال (نام علمی: Acanthochelys macrocephala) نام یک گونه از زیرراسته کنارگردن است. این گونه در آرژانتین، بولیوی، برزیل، و پاراگوئه یافت می‌شود.

## مشخصات
این گونه لاک‌پشت یکی از بزرگترین لاک‌پشت‌های آمریکای جنوبیست. حداکثر اندازه این گونه لاک‌پشت ۲۳٫۵ سانتی‌متر است.